# Xi Columbae
Désignations
Xi Columbae (en abrégé ξ Col) est une étoile binaire de la constellation australe de la Colombe, située à environ 323 années-lumière de la Terre. Elle est visible à l'œil nu avec une magnitude apparente de 4,97.

## Environnement stellaire
Le système présente une parallaxe annuelle mesurée par le satellite Gaia  de 10,09 ± 0,14 mas, ce qui permet d'en déduire qu'il est distant de 99,09 ± 1,38 pc (∼323 al) de la Terre. Il est membre du supergroupe de HR 1614 et il s'éloigne du Système solaire à une vitesse radiale de +59,5 km/s.

## Propriétés
Xi Columbae est une binaire astrométrique, dont le compagnon complète une orbite avec une période de 1 420,6 jours et avec une excentricité de 0,39. La composante primaire est une étoile géante rouge évoluée de type spectral K1 III CNII, avec la notation « CNII » qui indique que son spectre montre une surabondance en radical CN. L'étoile est estimée être 2,08 fois plus massive que le Soleil et elle est âgée de 1,3 milliard d'années. Son rayon est environ 16 fois plus grand que le rayon solaire, elle est 120 fois plus lumineuse que le Soleil et sa température de surface est de 4 659 K. Son compagnon a une masse d'au moins 59 % celle du Soleil.